# Període visigòtic a Catalunya
Els gots eren un poble dels considerats bàrbars pels romans. Procedents de l'est, es van anar traslladant al llarg del segle iii i IV per tot el sud d'Europa d'orient a occident, empesos pels huns i els francs.
Al Danubi es van separar en visigots i ostrogots, van adoptar la religió cristiana en la forma arriana i foren de fet els més romanitzats de tots els pobles germànics que van arribar a la península Ibèrica durant el segle v.

## El regne de Tolosa
El 412 el cabdill visigot Ataülf, successor d'Alaric I, procedent del nord d'Itàlia (on ja havia saquejat la mateixa Roma), va ocupar Provença i Aquitània i cap al 413 ocupà Narbona, Tolosa de Llenguadoc i Bordeus, amb la major part de Septimània i bona part de tota Occitània. El 414 establí una cort a Narbona i es casà amb la princesa romana Gal·la Placídia, germana de l'emperador Honori, a qui Alaric havia pres com a ostatge l'any 410, quan saquejà Roma. Com a resposta, el general romà Constanci bloquejà els ports de la Narbonense, cosa que obligà Ataülf a traspassar els Pirineus i establir-se a Bàrcino, on fou assassinat per Sigeric (rei dels visigots), cap del partit antiromà, qui es proclamà rei dels visigots.
Sigeric (rei dels visigots) fou assassinat al cap de pocs mesos per Walia (415-419), qui establí un foedus amb el nou emperador Constanci III. Els tornà la princesa Gal·la Placídia i obtingué gairebé tota la Viennensis, la qual cosa implicava el domini efectiu de tota Aquitània, amb capitals alternants a Tolosa i Bordeus. També incorporà Agen, Angulema, Saintes, Perigús i Poitiers, i s'hi establiren uns 80.000 visigots.
El seu successor, Teodoric I de Tolosa (419-451) assentà les bases de l'estat visigot de Tolosa; va trencar el pacte amb Roma i assetjà sense èxit Arle (425) i Narbona (436), ben defensades pel romà Aeci, però dominà Tolosa (439) i recuperà la situació anterior. Mantingué una aliança amb el rei dels vàndals Genseric fins al 445, i amb els sueus fins al 449. Fou un dels pocs governants amb domini efectiu sobre la totalitat de l'actual territori occità. Al final del seu regnat s'alià un altre cop amb els romans i morí lluitant amb Aeci contra els huns d'Àtila als Camps Catalàunics.
Després del regnat del seu fill gran Turismon (451-453), el succeí el seu altre fill Teodoric II (453-466), qui renovaria el foedus amb el romà Avit. Atacà els bagaudes de la Tarraconensis el 454 i lluità contra els sueus el 456. Quan morí Avit trencà les relacions definitivament amb els romans i ocupà Narbona i tota la Narbonense, però no aconseguí d'incorporar Arelate malgrat un llarg setge. Fou assassinat pel seu germà Euric. L'any 476 el rei dels visigots Euric, que ja podia considerar-se independent des del 475, dominava les províncies Narbonense Prima, Viennensis, Narbonense Secunda (Provença) i Aquitània Prima (Alvèrnia i Berri), i el poble visigot estava assentat des del 418, nominalment com foederatis, a les províncies de Novempopulània i Aquitània Secunda. La seva capital era Tolosa. Els visigots havien anat estenent el seu poder. El 457 dominaven probablement les províncies de Novempopulània i Aquitània Secunda; el 462 ja dominaven la totalitat de la província Narbonense Prima; el 466 dominaven la província d'Aquitània Prima; vers el 470 dominaren la Viennense i la Narbonense Secunda i el 475 van veure reconegudes totes aquestes possessions i de fet la seva independència.
Províncies com la Tarraconense, que disposaven d'una independència de facto, amb febles vincles amb l'Imperi, van passar a autogovernar-se el 476.
El 478 Euric i els visigots van combatre contra els burgundis a l'Ardèche, i més tard (481 a 484) van ocupar la resta de Provença incloses Arles i Marsella.

### L'entrada a Catalunya

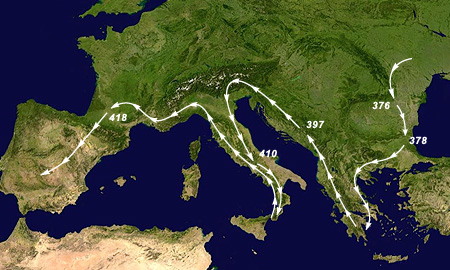
Els visigots entraren a Catalunya cap al final del

No se sap exactament quin any va efectuar Euric la resta de conquestes, però sabem que cap a l'any 480 (abans del 481) el comte got Gauteric, enviat per Euric, travessà els Pirineus i ocupà Pamplona i Saragossa. Per la mateixa època Euric va enviar una altra expedició sota el comandament del comte Eldefred cap a la part costanera de la Tarraconense (es discuteix quina d'elles va ser primer, encara que en general es creu que va ser la dirigida per Eldefred). La conquesta de la Cartaginesa, Lusitània i Bètica no estan documentades.
Aquesta expedició cap a la Tarraconense va comptar amb la col·laboració del general romà Vicenç, que no se sap si era un general que havia passat al servei d'Euric, o era el governador militar provincial romà de la Tarraconense o de l'altra província d'Hispània (en les cròniques se'l titula "Dux Hispaniae"). Euric va haver de valer-se de la col·laboració d'un general romà (bé com a dirigent militar bé com a aliat polític) per assegurar-se la submissió dels hispanoromans de la Tarraconense, on pel que sembla va trobar resistència, probablement encapçalada pels grans propietaris romans o hispanoromans oposats al lliurament de dos terços de la terra als gots segons la llei de la hospitalitas modificada pels visigots (d'un terç passava a dos terços). Sí que se sap que Tarraco, la capital provincial, va haver de ser assetjada i presa violentament, i que s'inicià després la seva definitiva decadència en benefici de Bàrcino (Barcelona), decadència completada anys més tard, després de la invasió dels musulmans.
En canvi sembla que Gauteric no va trobar resistència, davant el temor que un nou buit de poder provoqués un nou període d'agitació similar a la Bagauda viscuda uns anys abans, o bé incursions dels salvatges muntanyencs aclaparats per la pressió demogràfica.
No se sap si tota la província Tarraconense es va sotmetre amb rapidesa (amb l'esmentada resistència a Tarraco i potser algunes altres zones), però el fet cert és que el 506 encara es lluitava per ocupar Tortosa. No se sap si va ser presa inicialment Tortosa i posteriorment es va rebel·lar en ocasió del repartiment de terres, o per contra la resistència dels hispanoromans es va anar desplaçant-se cap al sud, buscant el baluard defensiu de l'Ebre. Dirigia la resistència a Tortosa un hispanoromà anomenat Pere, al qual se li atorga el títol de "tiranus" (tirà, és a dir el que es titula rei sense títol legal per a ser-ho), i aquesta titulació suggereix que Pere es deuria haver proclamat sobirà en ocasió de l'extinció de l'Imperi i abans de l'entrada dels visigots (o en tot cas deuria haver succeït un Emperador o línia d'emperadors proclamats a la Tarraconense des d'aquesta data), encara que no sabem si es va proclamar únicament a la regió de Tortosa o les seves pretensions abraçaven tota la província, essent l'esmentada ciutat el seu últim baluard. Pere va ser vençut i mort el 506 i la ciutat de Tortosa ocupada, amb la qual cosa pràcticament en aquest moment els visigots dominaven la totalitat de la Tarraconense i probablement la Cartaginense.
Gauteric va conquerir la Tarraconense oriental i probablement va arribar a Lusitània, si bé se suposa que la zona era disputada també pels sueus, ara probablement molt identificats amb les poblacions locals, i que amenaçaven la rereguarda visigoda mitjançant les calçades romanes que anaven des de Bracara (Braga) a Cesaraugusta (continuant cap a Tarraco) passant per Asturica, Virovesca, Tritium, Vareia i Calagurris, i per la que anava des de Ocelum Durii fins a Cesaraugusta passant per Abucella, Clunia, Uxama, Turiasso i Belsione o Belsinum o Balsio, seguint en termes generals la línia del Duero. Probablement entre el 480 o 481 i el 490 la zona central d'Hispània va ser disputada ferotgement pels visigots i sueus, i els primers aconseguiren un domini precari. Sembla que els visigots van avançar sense trobar gaire resistència i van poder dominar tota la Cartaginense abans del 483, i també tota o part de Lusitània. El 483 el visigot Salla i el bisbe de Mèrida Zenó van reconstruir un pont romà sobre el Guadiana a la ciutat de Mèrida (Emèrita Augusta), capital provincial de Lusitània (que amb Requiari havia estat la capital del regne dels sueus), segurament després d'un període de lluites entre visigots i sueus, de bandidatge i de govern poc eficaç dels propietaris locals; aquesta inauguració demostraria que el domini visigot quedava ben assentat, i que potser no era mal acollit per la població. El domini visigot a la Bètica per la mateixa època, encara que alguns historiadors sostenen que va haver de produir-se abans de la mort de Euric el 484, no és segur i en tot cas no està documentat.
Simultàniament (període 476-510, encara que el gruix de l'emigració va haver d'arribar entre el 490 i el 510) un nombre relativament important de gots colonitzà les terres entre el Tajo i el Duero, i entre la frontera de Galícia (en poder dels sueus) i la Vall de l'Ebre. En aquesta regió s'han excavat nombroses necròpolis godes i probablement el percentatge de població goda en elles va ser sensiblement més alt que en altres terres de la península Ibèrica.

### Tensions entre visigots i francs
Euric va morir el setembre del 484 i el va succeir el seu fill Alaric II. El 486 els francs de Clodoveu (fill de Khilderic I i de la reina turíngia Bisina) van arrabassar a Siagri (Rei dels Romans) els seus dominis en la part septentrional de la Gàl·lia (al nord del Loire). Siagri es va refugiar a Tolosa, però Alaric II el va lliurar als francs, i va ser executat. Amb això visigots i francs van passar a ser veïns. L'obra de consolidació del domini a Hispània (inclosa una eventual dominació, a més de a la Lusitània i a la Cartaginesa, a la Bètica, la qual cosa no és segura) va ser feta en temps d'Alaric II. Potser va ser més problemàtica que no pogués pensar-se. Ocupat en aquesta tasca, Alaric II degué considerar imprudent enfrontar-se als francs per defensar Siagri.
Per defensar les zones conquistades a l'occident de la Tarraconense i de la Cartaginesa, pròximes a les posicions dels sueus, es traslladarien colonitzadors visigots des de la Gàl·lia, i es crearien els nombrosos assentaments a la regió, assentaments que les necròpolis excavades han donat a conèixer. El Cronicó Cesaraugustà situa una gran emigració de gots a l'última dècada del segle, i el fet és plenament confirmat per les excavacions realitzades a tota una extensa àrea entre Pamplona (al nord-est), el naixement del Tajo (al sud-est), Carpio de Tajo a l'oest de Toledo (al sud-oest), i la Tierra de Campos (al nord-oest). Precisament la comarca de la terra de Campos, a l'oest del Pisuerga, rep la seva denominació del nom que va portar antigament: Campi Gothorum (Camps dels Gots). Gairebé tota l'emigració es va establir a l'altre costat de l'Ebre. Aquests assentaments degueren sorgir doncs entre el 490 i el 500, i asseguraren tota la zona enfront del regne dels sueus, mentre les forces visigodes dirigien la seva activitat cap a la Lusitània i la Bètica.
El 489 Zenó de Bizanci, per desviar als ostrogots que amenaçaven a l'Imperi Oriental, va cedir al seu rei Teodoric el Gran, l'Imperi d'Occident, incloent el títol jurídic d'Emperador, renunciant de fet a la ficció de ser l'únic Emperador.
Teodoric va dirigir totes les seves forces contra Dalmàcia, que va ser ocupada (489) i va entrar a Itàlia (490) vencent a Odoacre i els seus hèruls a la riba del Isonzo, prop de Verona, i per segona vegada a la riba del riu Adda. Teodoric va entrar a Pavia, on va ser atacat inesperadament pels hèruls sota el comandament d'Odoacre (490), qui va assetjar la ciutat. Segurament els assetjadors haguessin exterminat als ostrogots si no hi hagués hagut una oportuna intervenció del visigot Alaric II, que va obligar Odoacre a retirar-se cap a Ravenna (agost del 490) on va quedar assetjat per Teodoric durant tres anys (490-493). A principis del 493, Odoacre i Teodoric van arribar a un acord, i es va pactar un repartiment del poder. Teodoric va entrar a Ravenna (27 de febrer) i es va iniciar una breu època de govern conjunt, que va culminar al cap de pocs dies amb l'assassinat de Odoacre a mans del mateix Teodoric (principis de març), qui a més va fer matar la família de l'hèrul, i va ordenar una massacre general per sorpresa de les tropes hèrules. Teodoric ja no va assumir el títol d'Emperador. Probablement en pagament de l'ajuda prestada pels visigots, la filla de Teodoric, Tiudigota, es va casar amb Alaric II (entre el 490 i el 495 aproximadament), i va nàixer de l'esmentat enllaç un fill anomenat Amalaric (cap a l'any 500).
La tensió entre els visigots i els francs va anar creixent en iniciar-se el segle vi, i era evident el 504. Teodoric el gran, rei dels ostrogots, va fer de mediador entre el franc Clodoveu i el visigot Alaric II, per evitar la guerra, i aconseguí que els dos reis s'entrevistessin en una illa del riu Loira (que marcava la frontera) pròxima a Amboise. Es va evitar amb això l'immediat esclat de la guerra, però la tensió no va disminuir.
Clodoveu (que era catòlic) es va aliar al rei borgonyó Gundebald (que era arrià com Alaric II). Finalment la guerra va esclatar i va concloure amb la batalla de Vouillé, prop de Poitiers en 507, en la qual Alaric II va ser derrotat i mort. Els francs i els borgonyons o burgundis van avançar cap als dominis visigots, però l'ostrogot Teodoric va enviar forces sota el comandament del general Ibbas que van ocupar Provença, i impediren que l'ocupessin els borgonyons, derrotant-los a Arle. Des de Provença, el general Ibbas va entrar a la Narbonense o Septimània, en la qual els francs i els visigots lluitaven ferotgement, especialment pels voltants de Narbona (508).
El 508 els ostrogots van descobrir vivint entre els visigots un noble anomenat Eutaric, que es creu que era descendent directe (net o besnet probablement) de l'exrei ostrogot Videric (un nen que pertanyia a línia legitima de la dinastia reial ostrogoda dels Amals i que va marxar amb els visigots el 375). Eutaric vivia com qualsevol noble visigot i va rebre la mà de la princesa Amalasunta, filla de Teodoric.

### La batalla de Vouillé
Progressivament els francs, un altre poble germànic, els van anar empenyent fins a vèncer-los a la batalla de Vouillé (507). Derrotats els visigots, la conseqüència inevitable va ser la pèrdua d'Aquitània i Novempopulània fins a la barrera dels Pirineus. La Provença fou ocupada pels ostrogots i només la Septimània fou conservada més enllà dels Pirineus. A la batalla de Vouillé va perdre la vida el rei visigot Alaric II. El seu fill Amalaric era encara un nen. Sembla que un grup de magnats va optar per proclamar el jove Amalaric, però, atesa la situació de guerra, la majoria dels nobles visigots, reunits a Narbona, van aclamar com a rei Gesaleic, fill il·legítim d'Alaric II (si bé la monarquia visigoda era electiva i els nobles haguessin pogut elegir rei entre persones diferents dels familiars o descendents del rei difunt).
Els visigots es van traslladar en massa des d'aquestes regions cap als seus dominis a Hispània. Durant uns mesos, i potser uns anys (507 a 509), centenars de visigots, amb les seves famílies, els seus esclaus i els seus cercles pròxims, van travessar els passos pirinencs per establir-se principalment a l'altiplà, on des feia anys s'havien fundat el que es podrien anomenar "colònies" visigodes.
Mentrestant els francs van entrar a Tolosa, que va ser incendiada.
Isidor de Sevilla, cronista d'aquest període, explica que el rei Gesaleic "retornà a Hispània". De les seves paraules i dels fets coneguts sembla deduir-se que el rei Gesaleic, sentint-se insegur a Narbona després de la caiguda de la capital Tolosa, abandonà Narbona, per establir les seves línies defensives més enllà dels Pirineus. De fet, en una data indeterminada entre finals de l'any 507 i principis de l'any 509, i molt probablement al llarg del 508, els francs van ocupar Narbona.
El rei ostrogot d'Itàlia, Teodoric, avi del jove Amalaric, va intervenir en la lluita, i les seves tropes van entrar en territori visigot (probablement el 508 o principis del 509) sota el comandament del general Ibbas. Aquest va recobrar Narbona, expulsà els francs (probablement el 509) i el 510 va obligar els exèrcits franc i borgonyó que assetjaven Arles (on resistia una guarnició visigoda mancada d'aliments) a retirar-se.

## El Regne de Barcelona
Gesaleic va abandonar Narbona, probablement ja l'any 507 i es va establir a Bàrcino (Barcelona), que es va convertir en capital del regne. Entre el 508 i el 511 Gesaleic va mantenir una estreta amistat amb els ostrogots d'Itàlia, però el 511 "es va aliar amb els enemics dels ostrogots" probablement un partit visigot oposat a la influència ostrogoda. En represàlia per l'esmentada aliança, el general Ibbas va expulsar Gesaleic de Barcelona i l'obligà a fugir.
El general Ibbas va proclamar com a rei a Bàrcino el jove Amalaric (511), fill d'Alaric II i net (per part de mare) de Teodoric el Gran. El nou rei només tenia nou anys, per la qual cosa el mateix Teodoric va assumir la regència. Un intent de Gesaleic de recuperar el poder va ser derrotat prop de Barcelona i l'exrei va morir quan fugia cap a Borgonya a la riba del riu Durance.
Durant el període que Teodoric va governar sobre els visigots, la seva atenció es va centrar a Septimània o Narbonense. Teodoric va recuperar algunes ciutats de la Narbonense que havien caigut sota poder dels francs (Rodès, Besiers…), mentre el domini visigot a la zona de la vall de l'Ebre fins a l'altiplà, es mantenia precàriament.
Se sap que el 524, en el Concili de Lleida, els Bisbes de la Tarraconense que s'hi reuniren van considerar necessari declarar que els clergues que celebressin serveis sagrats a ciutats assetjades no havien de vessar sang, ni tan sols la dels seus enemics, car si ho fessin se'ls castigaria amb severes penes. Com que no existeixen notícies d'atacs francs al sud dels Pirineus abans del 531, cal concloure que les "ciutats assetjades" que s'esmenten eren sens dubte les víctimes d'atacs vascons.

## El Regne de Narbona
Teodoric va morir el 526 i el seu net i pupil Amalaric es va convertir en rei pel seu compte, i actuà des d'aleshores per dret propi. Aviat va signar un tractat amb el nou rei dels ostrogots, Atalaric (un altre net de Teodoric), tractat que afavoria els visigots. El rei ostrogot va tornar al visigot el tresor reial, del qual Teodoric s'havia apropiat (el tresor visigot va ser salvat per Teodoric de mans dels francs, a Carcassona, i des d'aleshores va passar al seu poder). A més el tractat establia que els ostrogots i els visigots casats entre ells podrien escollir lliurement la seva nacionalitat; la frontera visigoda amb els ostrogots a Provença va quedar fixada en el braç occidental del delta del Roine, quedant Ugernun (Beaucaire) i Usés en territori ostrogot. El territori comprès entre el braç occidental del Roine i els Pirineus va quedar en poder dels visigots constituint la província Narbonense o de Septimània. Amalaric va fixar la seva residència a Narbona, i no va viatjar quasi mai al sud dels Pirineus. Es va casar amb la princesa Clotilde, filla de Clodoveu, a la qual va voler convertir en arriana i suposadament la va maltractar. Clotilde va cridar els seus germans i Khildebert va envair el regne visigot, va ocupar Narbona i va entrar a Barcelona (531) i Amalaric fou assassinat allí mateix. Els francs es van retirar i s'emportaren Clotilde.
Mort Amalaric el va succeir l'ostrogot Teudis que es va instal·lar a Barcelona. Sembla que Teudis dirigia un partit hostil al rei mort, i que potser ja s'havia alçat en rebel·lia abans de la mort del seu antecessor, en ocasió de l'esclat de la guerra contra Khildebert. Va lluitar contra els francs i contra els romans d'Orient. Va traslladar la capital a Toledo abans del 546.

## El Regne de Toledo
Amb el trasllat de la capital a Toledo pel rei Teudis s'entra al període estricte del Regne de Toledo. El trasllat fou en una data anterior al 546. Teudis va morir assassinat en el seu palau de Toledo el 548, sense que es coneguin els motius que van portar al crim. Teudisel fou de la mateixa tendència nobiliària i fou assassinat possiblement per la tendència oposada que va portar al tron Àquila I, que va perdre el prestigi molt ràpidament en ser derrotat pels cordovesos, rebels o encara independents. La facció rival es va revoltar sota la direcció d'Atanagild, que va dominar la Bètica i la Cartaginense (551). Àquila es va establir a Mèrida i va cridar en el seu ajut l'emperador romà d'Orient Justinià. Els romans d'Orient van desembarcar, van ocupar part de la Bètica i la costa de la Cartaginense, però no foren prou forts per ajudar el rei a dominar la revolta, i fou un altre cop derrotat i poc després assassinat, aleshores fou reconegut com a únic rei Atanagild.
Atanagild va voler expulsar els romans d'Orient, però aquests van enviar un nou exèrcit i van mantenir la part essencial dels dominis que ja havien establert. Vers el 560 es va acordar la pau i es va establir formalment en els territoris romans d'Orient la província romana d'Orient d'Hispània (Espània). Atanagild va morir de mort natural el 567 i després d'un interregne, va obtenir el suport dels nobles Liuva I dux de la Narbonense.
Liuva va associar el seu germà Leovigild. El 572 aquest va quedar com a rei únic i va iniciar una ràpida expansió: contra els romans d'Orient, contra els àsturs, contra els càntabres, contra els araucons de la frontera gallega, contra els sueus i contra els vascons. La revolta del seu fill Hermenegild, convertit al catolicisme, va afavorir el vascons que van fer una devastadora expedició que va arribar a Catalunya el 581, però el rei els va rebutjar i va construir Victoriacum a la plana d'Àlaba, una fortalesa per mitjà de la qual els podria controlar. Després de sufocar la revolta del seu fill, el 584 va conquerir el regne sueu.

## La invasió àrab
En morir Vítiza el 710, els seus enemics elegiren rei Roderic. Els fills de Vítiza, partidaris d'Aquila II es refugiaren a Ceuta, on governava el comte Olbà, dit també Julià, sota el domini de Mūsà ibn Nusayr. Amb ells negociaren un ajut per tal de recuperar el tron i el patrimoni familiar. Mentre Roderic assetjava Pamplona i lluitava contra els bascs revoltats, els àrabs, comandats per Tàriq ibn Ziyad i ajudats per Olbà, passaren l'estret i s'establiren al lloc després anomenat Gibraltar contra l'opinió del califa. Roderic tornà a Còrdova i reuní l'exèrcit, i s'entaulà la batalla de Guadalete, en la qual els vitizans, encarregats de les ales, abandonaren el combat i el centre d'aquest fou destruït.
Les batalles es van succeir i Ardó, que va succeir Aquila II, va concedir l'ocupació de Catalunya, que es va completar el 720, i Musa es va convertir en el primer valí de l'Àndalus.

## Organització territorial
L'organització de Catalunya durant aquest període va continuar essent la mateixa que fins llavors i l'impacte demogràfic molt limitat atès que els visigots eren relativament poca població respecte als hispanoromans, a més que van establir-se preferentment al centre de la península deixant potser guarnicions militars en llocs claus.
La decadència de l'Imperi Romà va provocar la va gentrificació de Tarraco, que va esdevenir Tarragona i va concentrar exclusivament les classes privilegiades dins de la muralla, expulsant la població humil cap al món rural. Les vil·les romanes van passar a mans visigòtiques i van atraure la població urbana expulsada, que viuria en petites construccions al voltant de la casa del patró, arrel de la majoria dels pobles actuals, però va mantenir la religió pagana i la llengua i cultura indígenes.
La diòcesi de Tarragona i la Narbonense sembla que eren el marc de referència administratiu. La revolta de Paulus al 673, personatge d'origen grec, és el primer intent de crear un estat en aquests territoris, el rei Vamba ho va impedir aprofitant que era a prop de Catalunya amb un exèrcit per a reprimir els bascons. El judici a Paulus, general visigot, s'ha conservat.

## El llegat
El llegat dels visigots principalment és el dret romà compilat juntament amb el visigot, El codi d'Euric, o el Liber Iudicum van tenir una gran repercussió al llarg de tota l'època medieval. Però també van quedar alguns noms propis com Alfred o Arnau i força vocabulari, sobretot militar, a més d'alguns altres mots com maduixa, bru, bugada i topònims com Geltrú o Areny.
Segons l'historiador Ferran Soldevila aquí ja es troben certes característiques de la història de Catalunya: el fracàs de l'intent de creació d'un regne a banda i banda dels Pirineus, el fet estratègic de la meseta central com a punt de partida d'organització militar i política i la conflictivitat de Barcelona.